# 봉화 김씨
봉화 김씨(奉化金氏)는 경상북도 봉화군을 본관으로 하는 한국의 성씨이다.
시조 김인방(金仁昉)은 김알지의 후손으로, 고려의 전객령(典客令)을 지냈다.

## 참고 자료
- “봉화김씨(奉化金氏)”. 뿌리를 찾아서.[깨진 링크(과거 내용 찾기)]